# Peter Torberg

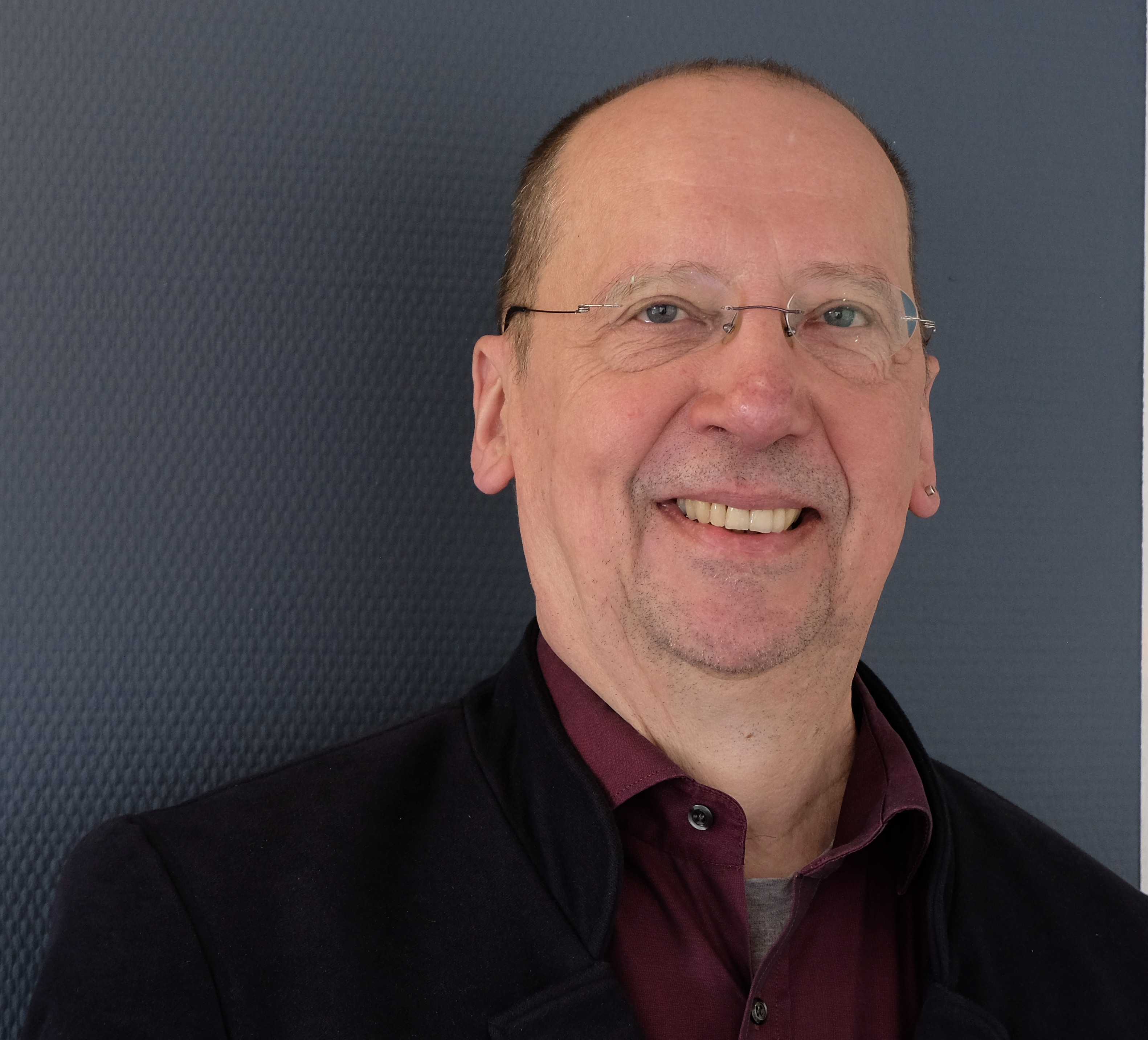
Peter Torberg, (2022)

Peter Torberg (* 15. Juli 1958 in Dortmund) ist ein deutscher Lektor und literarischer Übersetzer.

## Leben
Nach einem Studium an der Westfälischen Wilhelms-Universität in Münster und an der University of Wisconsin–Milwaukee begann er eine mehrjährige Tätigkeit als Lektor in einem Fachverlag. Seit 1984 ist Peter Torberg als freiberuflicher Übersetzer tätig. Seit dem Sommersemester 2015 ist er Lehrbeauftragter an der Ludwig-Maximilians-Universität in München. 2020 wäre er „Translator in Residence“ am Trinity College Dublin gewesen; diese Berufung fand im April 2024 statt.
Er verfasste Übersetzungen von Werken von u. a. David Abbott, Paul Auster, Mark Billingham, David Bowie, Ray Bradbury, Robert Byron, James M. Cain, Peter Carey, John le Carré, Jerome Charyn, Robert Dallek, Anita Desai, Garry Disher, Dave Eggers, Raymond Federman, William Golding, Patricia Highsmith, Christopher Hitchens, Bruce Holbert, Rudyard Kipling, Dennis Lehane, Norman Mailer, Adrian McKinty, Conor McPherson, Zakes Mda, Walter Mosley, Michael Ondaatje, David Peace, Donald Ray Pollock, Richard Price, Ishmael Reed, Roger Smith, Jim Thompson, Monique Truong, Mark Twain, Tomi Ungerer, Eliot Weinberger, Irvine Welsh, Oscar Wilde, Michael Wolff, Daniel Woodrell und Bob Woodward.
Torberg ist Mitglied im Verband deutschsprachiger Übersetzer literarischer und wissenschaftlicher Werke, VdÜ.

## Stipendien
- Fulbright-Stipendium (1985)
- Stipendium für Literatur-Übersetzung der Stadt München (1993)
- Arbeitsstipendien Deutscher Übersetzerfonds (2000 und 2007)
- Stipendium der Übersetzerwerkstatt Berlin im Literarischen Colloquium Berlin (2001)
- Arbeitsstipendium der Stiftung Kulturfonds der neuen Bundesländer, Ahrenshoop (2002)
- Barthold-Heinrich-Brockes-Stipendium (2010)[3]
  - Interview mit dem Preisträger dazu, mit Anke Burger, in Übersetzen, Zs. des VdÜ, 2, 2011, S. 5f. (PDF)
- Arbeitsstipendium für das Banff International Literary Translation Centre (BILTC), Banff, Alberta, Kanada, 2011
- „Translator in Residence“ am Trinity College, Dublin (2020), wegen der Corona-Pandemie verschoben auf 2024.

## Zitate
„No wonder then that the most conscientious editors of my novels are not those for whom English is their first language, but the foreign translators who bring their relentless eye to the tautological phrase or factual inaccuracy – of which there are far too many. My German translator is particularly infuriating.“ John le Carré
"Noch haben Literaturkritiker einer bestimmten Generation die apodiktische Stimme von Marcel Reich-Ranicki im Ohr. Zur „Purpurnen Wolke“ des Briten Matthew Phipps Shiel (1865 bis 1947) [...] hätte er vermutlich gesagt: „Ein heute überflüssiges Buch, das in seiner deutschen Inkarnation nur durch die hervorragende Übersetzung von Peter Torberg gerettet wird.“
"Übersetzt von Peter Torberg - alleine das ist für mich schon ein Kaufargument. " Uwe Kalkowski, Börsenblatt vom 14.8.2025. https://www.boersenblatt.net/news/verlage-news/ich-werde-das-geschenk-wohl-doch-unbedingt-lesen-muessen-385521

## Preise
für von Torberg übersetzte Werke

Deutscher Krimi Preis
- 2006 International, Platz 1, David Peace, 1974, Liebeskind
- 2010 International, Platz 1, David Peace, Tokio im Jahr Null, Liebeskind; und Platz 2, Roger Smith, Kap der Finsternis. Tropen
- 2013 International, Platz 3, Donald Ray Pollock, Das Handwerk des Teufels, Liebeskind
- 2017 International, Platz 1, Donald Ray Pollock, Die himmlische Tafel, Liebeskind
- 2017 International, Platz 3 Garry Disher, Bitter Wash Road, Unionsverlag
- 2018 International, Platz 1 John le Carré, Das Vermächtnis der Spione, Ullstein
- 2020 International, Platz 2, Garry Disher, Hope Hill Drive, Unionsverlag
- 2021 International, Platz 1, David Peace, Tokio Neue Stadt, Liebeskind

KrimiZEIT-Bestenliste. Die zehn besten Krimis
- 2009, Platz 1, Roger Smith, Kap der Finsternis. Tropen
- 2009, Platz 3, David Peace, Tokio im Jahr Null, Liebeskind
- 2012 Platz 3, Donald Ray Pollock, Das Handwerk des Teufels, Liebeskind
- 2017 Platz 1, Garry Disher, Bitter Wash Road, Unionsverlag

Krimibestenliste Deutschlandfunk Kultur
- 2020 Platz 1, Garry Disher, Hope Hill Drive, Unionsverlag
- 2021 Platz 3, David Peace, Tokio Neue Stadt, Liebeskind

## Werke (ohne Übersetzungen)
- What the f### U mean? Oder: Was ist eine gute Übersetzung? In: Literarischer Monat, 33, Juli 2018, Schwerpunktheft über literarische Übersetzer mit weiteren Beiträgen von Miriam Mandelkow, Christa Schuenke, Ulrich Blumenbach und Barbara Sauser.